# John Julian
Juan Julián ( c. 1701—26 de marzo de 1733) fue un pirata mestizo que operó en el Nuevo Mundo, como piloto del barco Whydah .
Julian se unió al pirata Samuel Bellamy y se convirtió en el piloto del Whydah cuando probablemente solo tenía 16 años.
En 1717, el Whydah naufragó, siendo Julian y un carpintero llamado Thomas Davis los únicos supervivientes conocidos. Fue capturado, pero no acusado, por lo que probablemente fue vendido como esclavo.[cita requerida] Puede haber sido el esclavo conocido como Julian the Indian comprado por John Quincy, bisabuelo del presidente John Quincy Adams.
Según los informes, Julian the Indian hizo múltiples intentos de huir de sus amos americanos y en una de ellas mató a un cazarrecompensas que lo perseguía. Fue ejecutado por ello en marzo de 1733.

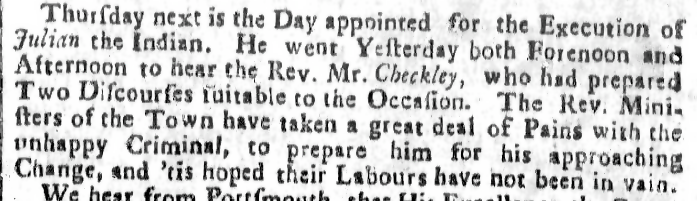
Artículo periodístico sobre la ejecución de "Julian the Indian" (The Weekly Rehearsal, Boston, marzo de 1733)

## Otras lecturas
- W. Jeffrey Bolster - Black Jacks: marineros afroamericanos en la era de la vela. Black Jacks: African American Seamen in the Age of Sail ISBN 9781604860528